# Вера (Трпиња)
Вера је насељено место у саставу општине Трпиња, Република Хрватска.

## Историја
Насеље је раније било у саставу некадашње општине Вуковар. Вера је била 1885. године у Даљском изборном срезу, са 659 становника.

## Становништво
На попису становништва 2011. године, Вера је имала 453 становника.
| Националност       | 1991. | 1981. | 1971. | 1961. |
| Срби               | 514   |       |       |       |
| Југословени        | 28    |       |       |       |
| Хрвати             | 7     |       |       |       |
| остали и непознато | 12    |       |       |       |
| Укупно             | 561   | '     | '     | '     |

| Демографија | Демографија | Демографија |
| Година      | Становника  | Становника  |
| ----------- | ----------- | ----------- |
| 1981.       | 600         |             |
| 1991.       | 561         |             |
| 2001.       | 508         |             |
| 2011.       |             | 453         |

## Попис 1991.
На попису становништва 1991. године, насељено место Вера је имало 561 становника, следећег националног састава:
| Попис 1991.‍  | Попис 1991.‍  | Попис 1991.‍ | Попис 1991.‍ | Попис 1991.‍ |
| ------------ | ------------ | ----------- | ----------- | ----------- |
|              |              |             |             |             |
| Срби         | Срби         |             | 514         | 91,62%      |
| Југословени  | Југословени  |             | 28          | 4,99%       |
| Хрвати       | Хрвати       |             | 7           | 1,24%       |
| Мађари       | Мађари       |             | 3           | 0,53%       |
| Црногорци    | Црногорци    |             | 3           | 0,53%       |
| Македонци    | Македонци    |             | 1           | 0,17%       |
| Руси         | Руси         |             | 1           | 0,17%       |
| неопредељени | неопредељени |             | 3           | 0,53%       |
| непознато    | непознато    |             | 1           | 0,17%       |
| укупно: 561  |              |             |             |             |